# Ligne de Sargans à Rorschach
La ligne Sargans à Rorschach est une ligne de chemin de fer suisse, no 880 des Chemins de fer fédéraux suisses (CFF). Elle relie les villes de Sargans et de Rorschach, via Buchs et Sankt Margrethen, toutes ces localités sont situées dans le Canton de Saint-Gall.

## Chronologie
- 25 août 1857, ouverture de Rorschach à Rheineck
- 1er juillet 1858, ouverture de Rheineck à Sargans
- 1er janvier 1902, devient une ligne des Chemins de fer fédéraux suisses (CFF)

## Histoire
À l'origine, la ligne de Sargans à Rorschach était un tronçon de la « ligne de Saint-Gall et du Rhin » de la Compagnie de l'Union-Suisse. 
Le tronçon de Rorschach à Rheineck est mis en service le 25 août 1857 et celui de Rheineck à Sargans le 1er juillet 1858, lorsque la compagnie ouvre à l'exploitation la section de Rheineck à Coire.
Le 28 mai 1983 est mise en service la boucle ferroviaire qui permet d'éviter les retournements de trains en gare de Sargans pour la relation Rorschach - Ziegelbrücke.

## Exploitation
Elle est utilisée par le Réseau express régional saint-gallois (en allemand, S-Bahn St. Gallen).